# Lac Bras d'Or
Le lac Bras d'Or est une étendue d'eau salée occupant le centre de l'île du Cap-Breton, dans la province de Nouvelle-Écosse (Canada). Il ne s'agit pas réellement d'un lac puisqu'il communique avec le  golfe du Saint-Laurent par deux longs et étroits chenaux. Le lac a été reconnu comme réserve de biosphère en 2011 par l'Unesco.

## Toponymie
Bien qu'il serait aisé de croire que « Bras d'Or » provient du français, il semble plus probable qu'il provient de la déformation de « lac de Labrador », les cartes précédant 1872 le désignait sous ce nom. « Labrador » provient du portugais lavrador et qui signifierait « laboureur ». Selon un document écrit par le Dr. Patterson en 1922, « Bras d'Or » proviendrait du breton pour « bras d'eau », le terme brador, en référence à la «Terre de la Brador», est aussi mentionné sur une carte de la Nouvelle France.
Les micmacs nomment quant à eux le lac Pitu'paq, qui signifie « s'écoulant vers l'unité ».

## Géographie
Le lac Bras d'Or (parfois désigné comme les lacs Bras d'Or) s'étend sur 1 099 km2 et divise presque l'île du Cap-Breton en deux. Il est long d'environ 100 km sur 50 km de largeur. Bordé par de hautes collines, il est constitué de nombreuses baies (baie Whycocomagh) et possède plusieurs îles (île Boularderie) et péninsules. Au sud, il est séparé de la baie de Chedabucto par l'isthme de Saint-Pierre, traversé par le canal de Saint-Pierre. Sa profondeur maximale est de 287 m.
Le lac lui-même est presque entièrement divisé en deux bassins par la péninsule Washabuck et par la péninsule Boisdale Hills. Ces deux bassins communiquent entre eux par le détroit de Barra, large d'environ 1 km, par-dessus lequel passe la route 223.
Le lac Bras d'Or est alimenté par plusieurs petites rivières.

### Géologie

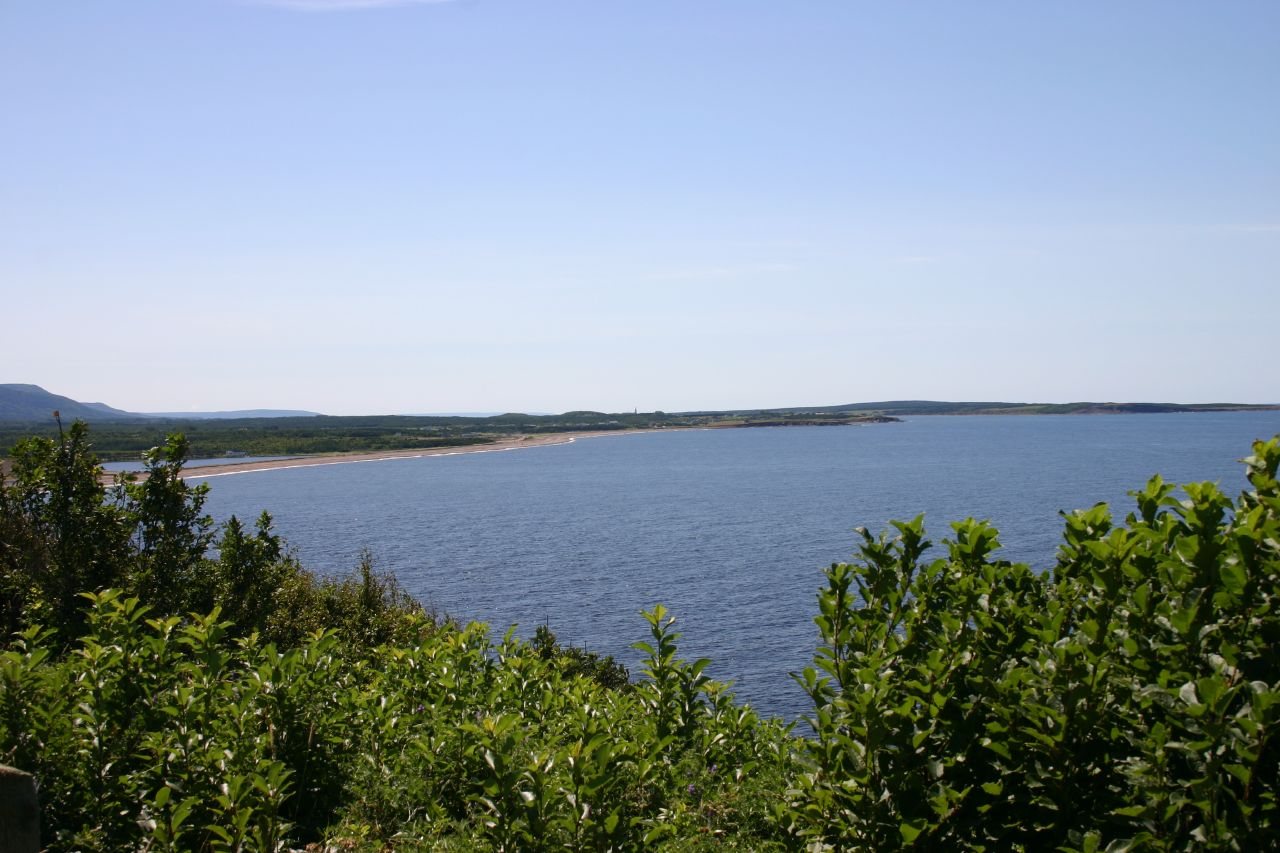
Lac Bras d'Or près de Baddeck.

L'île du Cap-Breton est un bon exemple de la tectonique des plaques, l'île comprend cinq terranes précédent le Carbonifère du nord au sud. Le lac en lui-même est situé sur deux de celles-ci, les terranes de Mira et de Bras d'Or. La terrane de Mira, qui comprend le sud-ouest du lac, est composée de roche du Précambrien supérieur. La formation de cette terrane est associée à un arc volcanique qui s'est formé sur la marge continentale. Quant à la terrane de Bras d'Or, qui comprend le reste du lac, elle est composée de roches sédimentaires partiellement métamorphosées du Précambrien supérieur qui se sont déposées sur le plateau continental. On y retrouve aussi un arc volcanique qui s'est produit à la fin du Précambrien et au Cambrien inférieur.

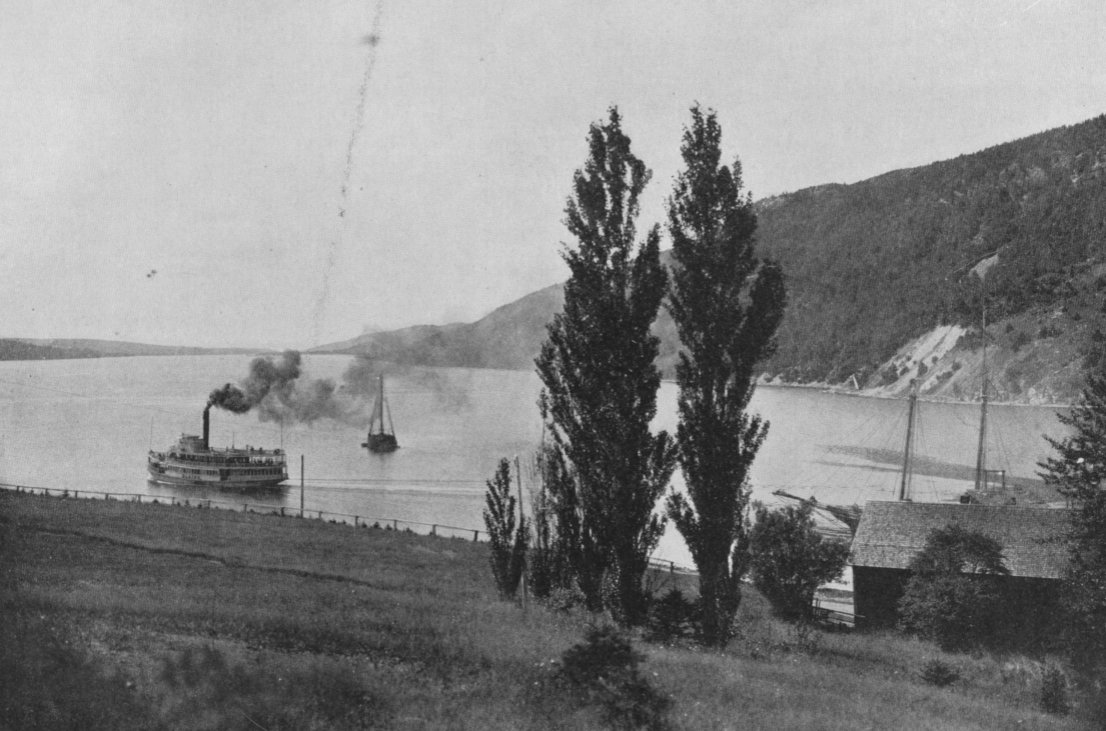
Vapeur sur le lac Bras d'Or, 1903

Il y a environ 475 millions d'années débutent la fermeture de l'océan Iapetus et l’érection des Appalaches. La collision des divers continents de l'époque installe dans l'ensemble de l'île sept plutons, qui sont les collines East Bay, le mont Sporting, les collines Creignish, le mont North, les collines Boisdale, le mont Kellys et le plateau du Cap-Breton. Entre ce réseau de collines, on retrouve plusieurs petits bassins sédimentaires connus dans leur ensemble comme le bassin des Maritimes. Entre 365 à 340 millions d'années, les nouvelles montagnes ont subi une importante érosion installant des couches de grès et de conglomérat. Ces couches ont été recouvertes par une mer il y a 340 millions d'années installant de la dolomite, du calcaire et de l'évaporite. Cette mer se retira il y a 325 millions d'années et la région fut de nouveau recouverte par des sédiments terrestres. La région qui était à l'époque au niveau de l'équateur, développa une forêt pluviale qui créa les gisements houillers de Sydney. Ces couches peuvent avoir jusqu'à 1 800 m d'épaisseur. Elles se sont terminées il y a environ 300 millions d'années.
Il n'y a presque pas d’accumulation de sédiment après le Carbonifère, à l'exception d'argile et de sable du Crétacé qui se sont accumulés dans le fond des vallées. L'ouverture de l'océan Atlantique amorça un long processus d'érosion qui transforma l'ancienne chaîne des Appalaches en une plaine. L'élévation des terres situées près de la nouvelle marge continentale provoqua une érosion exposant les plutons. Les glaciations du Quaternaire, en particulier les glaciations de l'Illinois et du Wisconsin modifièrent considérablement la région par leurs érosions sélectives. Ces glaciations apportèrent d'importants dépôts de till et des dépôts fluvio-glaciaires de sable et de gravier.
Le lac Bras d'Or fut créé il y a environ 6 000 ans quand l'élévation du niveau de la mer atteignit 25 m sous le niveau actuel. Comme la plupart des régions des provinces maritimes, le lac Bras d'Or connaît une subsidence à la suite du rééquilibre isostatique. Pour ce qui est de la région du lac, la perte est de 27 cm par siècle. Quant à la montée de l'océan à la suite du réchauffement climatique, elle est estimée à 75 cm, ce qui suggère que certaines côtes pourraient être submergées, en particulier les cordons littoraux sur le pourtour du lac. Au niveau des séismes, la région connaît une certaine activité, le plus important séisme étant celui des Grands Bancs en 1929, avec une magnitude de 7,2.

## Économie
Le lac Bras d'Or est un centre de pêche (homard, huîtres), de tourisme et de navigation de plaisance. Il existe aussi une industrie de construction navale à Baddeck et d'anciennes carrières de marbre dans les collines avoisinantes (Marble Mountain).

## Écologie
L'enclavement du lac et l'apport d'eau douce expliquent que l'influence maritime soit faible dans le lac Bras d'Or. Le renouvellement de l'eau est lent et le rejet d'eaux usées dans le lac est une source potentielle de problèmes environnementaux.
On rencontre de nombreux pygargues dans les collines environnantes.